# NER (Mesopotamien)
NER ist die ursprüngliche sumerische Bezeichnung eines Längenmaßes und der Zahl 600. Erstmals ist das Längenmaß NER um 2400 v. Chr. belegt. Einem „NER“ entsprechen als Längenmaß 10 UŠ (etwa 300 Meter). Sechs „NER“ ergaben die höhere Einheit SAR (etwa 1800 Meter).